# URENCO
URENCO Group — британская компания, занимающаяся обогащением урана для использования в качестве топлива на АЭС. Владеет мощностями по обогащению урана в Германии, Нидерландах, Великобритании и США. Она поставляет топливо для атомных станций в 15 странах, в основном в Европу и США, и занимает порядка 29 % от мирового рынка услуг по обогащению (оценки самой компании на 2011 год). «Urenco» использует для разделения изотопов технологию газовых центрифуг.
Штаб-квартира компании находится в Сток Поджес, Бакингемшир (Великобритания). Треть компании принадлежит правительству Великобритании, треть — правительству Нидерландов, остальное — германским энергетическим компаниям E.ON и RWE в равных долях.

## Дочерние компании
Urenco Deutschland GmbH, Urenco UK Ltd и Urenco Nederland BV являются дочерними компаниями Urenco Enrichment Company Ltd. Они управляют производствами в Гронау (Вестфалия, Германия), Капенхёрст (Англия) и Алмело (Нидерланды).
С 2010 года запущен завод «Urenco USA» (ранее известный как NEF, National Enrichment Facility) в Юнис (Eunice), Нью-Мексико (США). Производством управляет подразделение Urencro — Louisiana Energy Services, мощность завода оценивается в 3-5.7 млн EPP в год.
Вместе с AREVA владеет Enrichment Technology Company — компанией, разрабатывающей и изготавливающей газовые центрифуги, а также участвующей в строительстве производств.

## Собственники
Компания Urenco принадлежит в равных долях трём компаниям: Ultra-Centrifuge Nederland NV (принадлежит правительству Нидерландов), Uranit GmbH (принадлежит в равных долях энергетическим компаниям Германии E.ON и RWE), Enrichment Holdings Ltd (принадлежит правительству Великобритании, управляется Shareholder Executive). Компания была основана в 1971 в результате соглашения «Treaty of Almelo» (Альмелский договор, 1970) между правительствами Великобритании, Нидерландов, ФРГ и Франции, которое ограничивает возможности по продаже долей.
С 2009 года сообщалось, что Великобритания изучала варианты по реализации своей доли, но по состоянию на 2012 год решение не было принято.
На 2012 год известно о потенциальных планах части собственников на продажу долей.
RWE также объявляла о планах продажи своей доли.

## Производство
На 2014 год, по оценкам WNA в мире производилось около 54,5 тысяч тонн работы разделения (tSW, тонн ЕРР), из них Росатомом (ТВЭЛ / TENEX) — около 26,2 тысячи tSW, а группой Urenco — 18,1 тысячи tSW.
На 2013 год общие мощности Urenco составляли 17,6 миллионов кг-ЕРР/год, из них:
- «Urenco Nederland» — 5,4 миллиона кг-ЕРР/год,
- «Urenco UK» — 4,9 миллиона кг-ЕРР/год,
- «Urenco Deutschland» — 4,1 миллиона кг-ЕРР/год,
- «Urenco USA» — 3,2 миллиона кг-ЕРР/год

Изначально, в 1970-х использовались технологии подкритических центрифуг компании Maschinenfabrik Augsburg Nuernberg, затем надкритические центрифуги. В настоящее время консорциум владеет собственной технологией.
Urenco производит только низкообогащенный уран (до 5-6 % U-235); европейские предприятия регулярно инспектируются представителями Euratom и МАГАТЭ.
Также в Алмело действует небольшое обогатительное производство для разделения изотопов некоторых элементов, отличных от урана.

### Мировые мощности по разделению изотопов
Мощности заводов по разделению изотопов урана в тысячах ЕРР в год согласно WNA Market Report. 
| Страна                                     | Компания, завод         | 2012   | 2013   | 2015   | 2018   | 2020   |
| ------------------------------------------ | ----------------------- | ------ | ------ | ------ | ------ | ------ |
| Россия                                     | Росатом                 | 25000  | 26000  | 26578  | 28215  | 28663  |
| Германия, Голландия, Англия                | URENCO                  | 12800  | 14200  | 14400  | 18600  | 14900  |
| Франция                                    | Orano                   | 2500   | 5500   | 7000   | 7500   | 7500   |
| Китай                                      | CNNC                    | 1500   | 2200   | 4220   | 6750   | 10700+ |
| США                                        | URENCO                  | 2000   | 3500   | 4700   | ?      | 4700   |
| Пакистан, Бразилия, Иран, Индия, Аргентина |                         | 100    | 75     | 100    | ?      | 170    |
| Япония                                     | JNFL                    | 150    | 75     | 75     | ?      | 75     |
| США                                        | USEC: Paducah & Piketon | 5000   | 0      | 0      | 0      | 0      |
|                                            | Суммарное               | 49 000 | 51 550 | 57 073 | 61 111 | 66 700 |